# Gare d’Étainhus - Saint-Romain
Gare d’Étainhus - Saint-Romain vasútállomás Franciaországban, Étainhus településen.

## Vasútvonalak
Az állomást az alábbi vasútvonalak érintik:
- Párizs–Le Havre-vasútvonal

## Kapcsolódó állomások
A vasútállomáshoz az alábbi állomások vannak a legközelebb:
- Gare de Saint-Laurent - Gainneville
- Gare de Virville - Manneville
- Gare de Bréauté - Beuzeville
- Gare du Havre